# Jasiňa
Jasiňa, česky též Jasenná nebo Jasina (ukrajinsky Ясіня, maďarsky Kőrösmező) je městys (ukrajinsky selyšče) ležící v okresu Rachov, na východě Zakarpatské oblasti Ukrajiny na soutoku Černé Tisy a Lazeščiny. Osadou obce Jasiňa je Stebnyj. V roce 2025 žilo v Jasini 8308 obyvatel; v celé obci pak 9115 obyvatel.
Nadmořská výška je 650 metrů. V Jasini se nachází lyžařské středisko.

## Jasiňská územní komunita
V Jasini se nachází administrativní centrum Jasiňské územní komunity (ukrajinsky Ясінянська селищна громада), do které od 12. června 2020 patří Jasiňa a tato sídla:
| Transkripce do latinky | Ukrajinský název | Česky/slovensky                 | Maďarsky    |
| Čorna Tysa             | Чорна Тиса       | Černá Tisa, Čorna Tisa, Mohelki | Feketetisza |
| Kvasy                  | Кваси            | Kvasy                           | Tiszaborkút |
| Lazeščyna              | Лазещина         | Lazeština, Lazešcina            | Mezőhát     |
| Sitnyj                 | Сітний           | Sitný                           | Szitni      |
| Stebnyj                | Стебний          | Stebna, Stebný                  | Dombhát     |
| Trostjanec             | Тростянець       | Trsťenec, Trosťanec             | Trosztyenec |

Jasiňská územní komunita má rozlohu 533,6 km2 a v roce 2020 v ní žilo 18 754 obyvatel.

## Dějiny
V minulosti tento městys patřil k Rakousku-Uhersku. Po jeho rozpadu byl v roce 1919 hlavním městem krátce existující Huculské republiky, ta však nebyla nikým uznána jako samostatná.

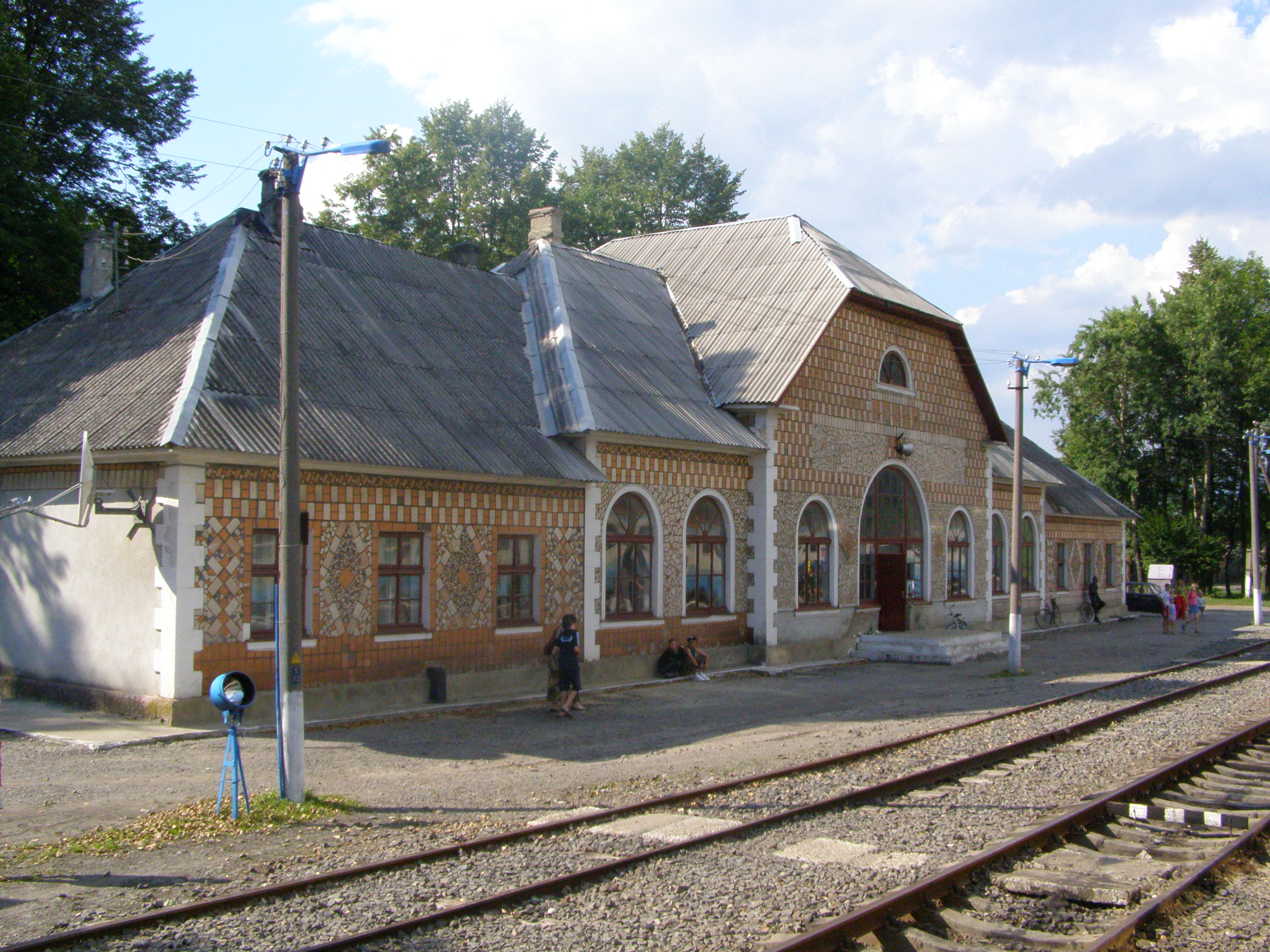
Nádraží

Od roku 1919 až do roku 1939 byla Jasiňa součástí Podkarpatské Rusi v rámci tehdejšího Československa. Tehdy šlo o nejvýchodnější stanicí ČSD a končil zde rychlík z Prahy (dnes na trati jezdí osobní vlaky spojující Rachov, Vorochtu a Ivano-Frankivsk), a také dálkové vlaky do Lvova, Kyjeva a Charkova.
V roce 1944 byl městys s okolím připojeno k Ukrajinské SSR.

## Pamětihodnosti
- Cerkev Nanebevstoupení Páně, dřevěná pravoslavná cerkev, zařazena na seznamu památek UNESCO.[6] Na severní straně u cerkve stojí dřevěná zvonice z roku 1813.[7] Cerkev se zvonicí je vyobrazena na československé poštovní známce, vydané v roce 1928 k desátém výročí Československa. Stejný motiv byl použit na československé poštovní známce vydané v roce 1939 k volbě Sněmu Karpatské Ukrajiny.
- Cerkev Proměnění Páně, ul. Hruševského 171, ukrajinská národní památka.[7]

## Osobnosti
- Olexa Borkaňuk (1901–1942) – politik, poslanec Národního shromáždění republiky Československé, hrdina SSSR
- Štefan Kločurak (1895–1980) – předseda vlády Huculské republiky
- Dimitrij Popjuk (1921–2007) – příslušník 1. československého armádního sboru
- Kyril Reščuk (* 1876 Jasiňa) –  senátor Národního shromáždění republiky Československé

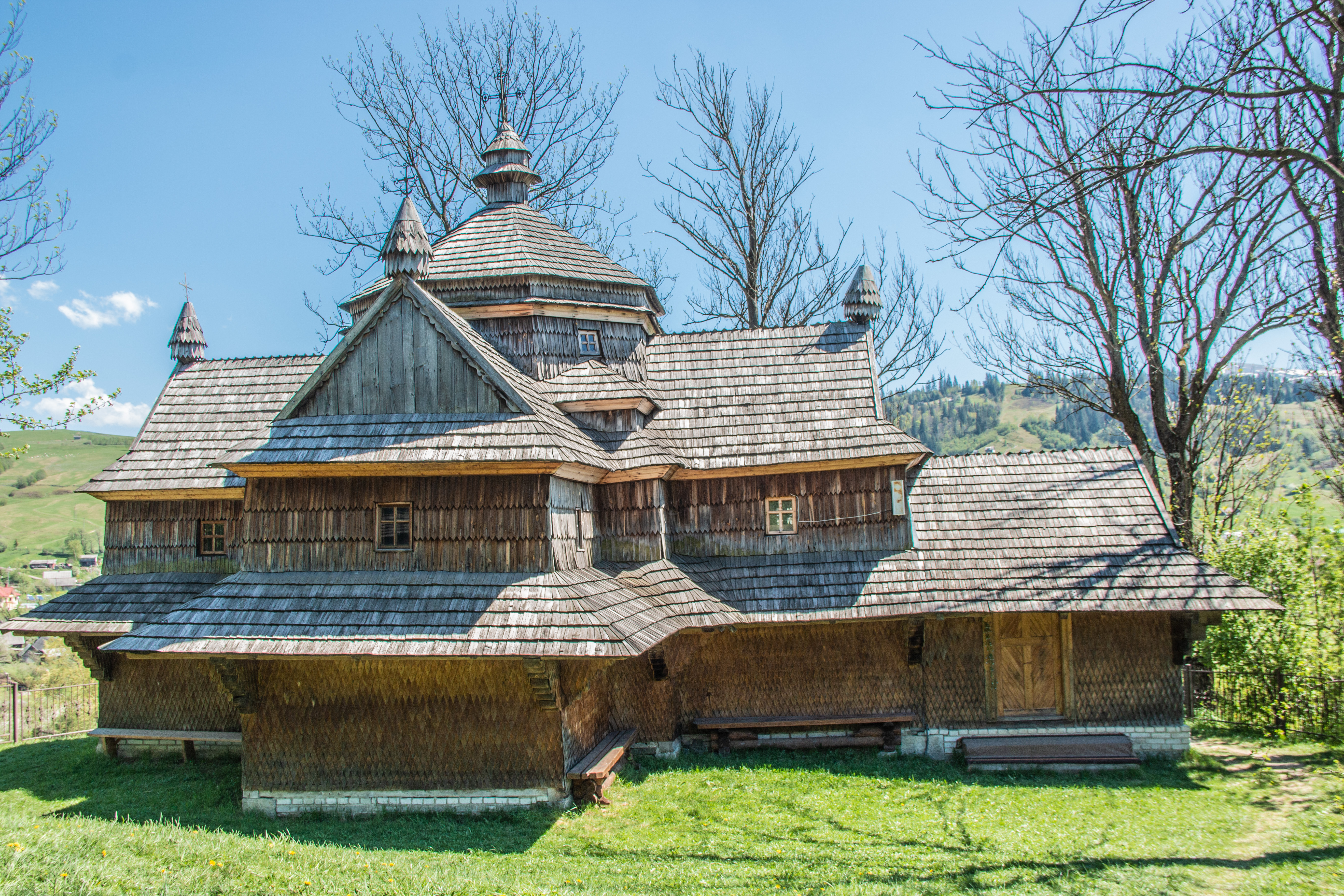
Cerkev Nanebevstoupení Páně

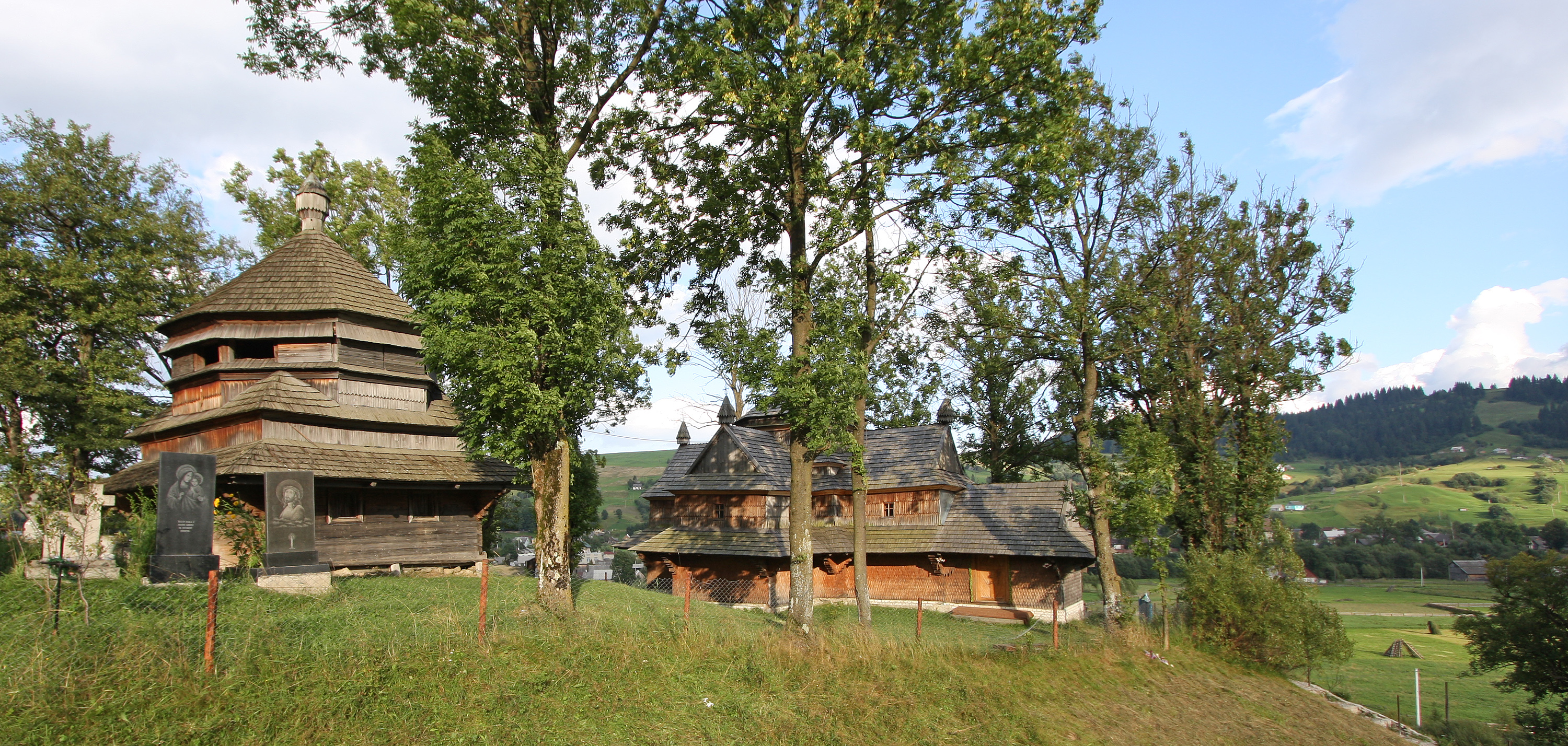
Zvonice a chrám